# Epilobium angustum
Epilobium angustum är en dunörtsväxtart som först beskrevs av Thomas Frederic Cheeseman, och fick sitt nu gällande namn av John Earle Raven och Engelhorn. Epilobium angustum ingår i släktet dunörter, och familjen dunörtsväxter. Inga underarter finns listade i Catalogue of Life.